# 韦布里奇
韦布里奇（英語：Weybridge）是英格蘭薩里郡韦河河畔的一個镇，位於倫敦郊區，是英國地價最高的地区之一。

## 外部連結
- .  28 (第11版). London. 1911.
- Weybridge Society （页面存档备份，存于）
- Elmbridge Museum （页面存档备份，存于）